# Weibermacht

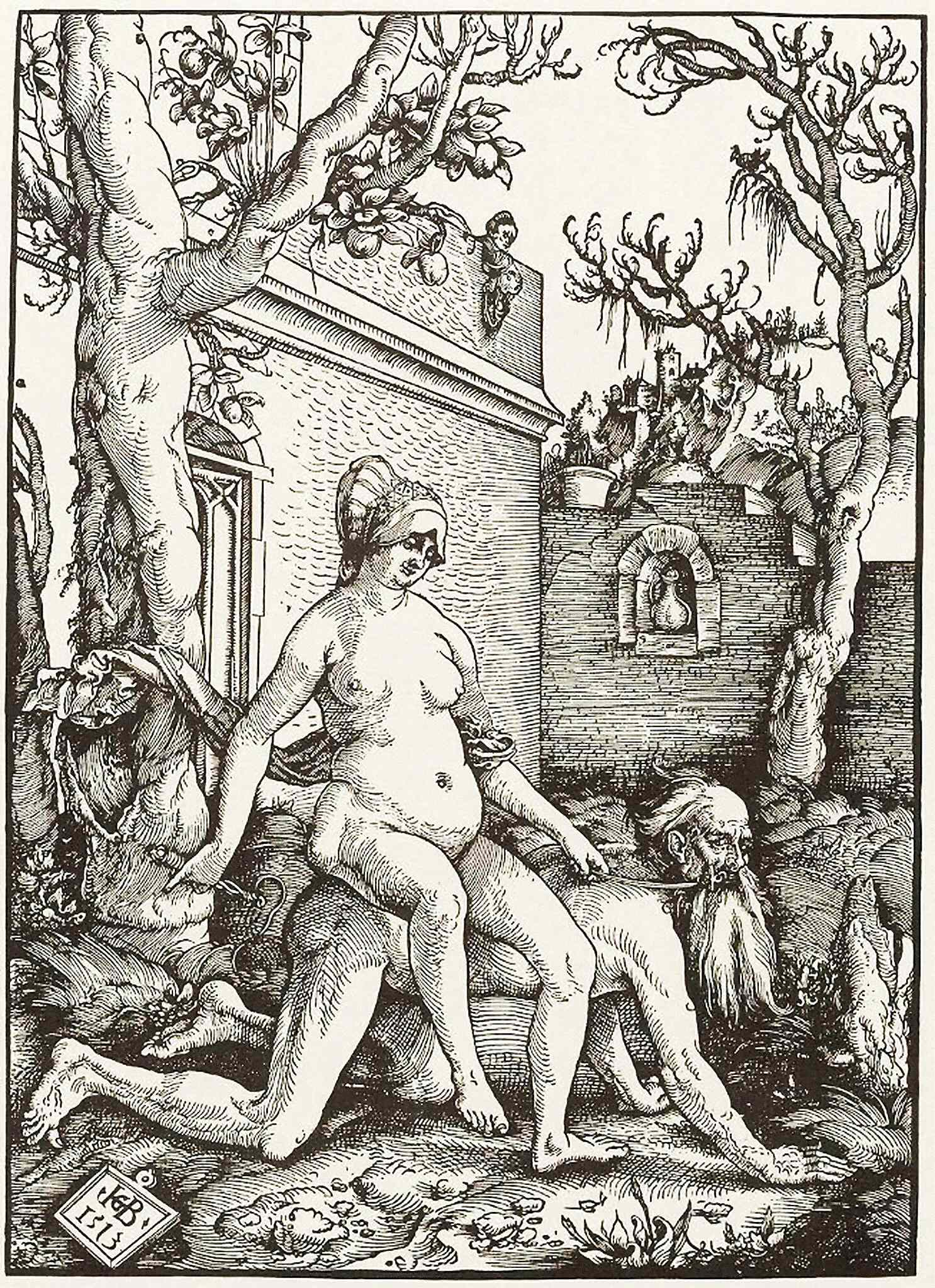
Der Holzschnitt „Weibermacht“ (1513) von Hans Baldung Grien, Phyllis reitet auf Aristoteles

Der Begriff Weibermacht bezeichnet ein Motiv in der Kunst- und Kulturgeschichte. Das Sujet beschreibt den Triumph einer Frau (und ihrer erotischen Macht) und der Liebe über den Mann. In Dichtungen lassen sich Männer dabei zu Liebestorheiten verleiten. Besonders mächtige, weise, starke und schöne Männer verlieren Selbstbeherrschung, Tugend, Herrschaft oder sogar ihr Leben (in Werken von Frauenlob, Reinmar von Zweter, Hugo von Montfort u. a.). In der Kritik an den Zuständen der höfischen Gesellschaft („wibes meisterschaft“, Freidank) wird die Frau als Sinnbild der Wollust (Luxuria) gesehen, sie verführt zur „Weltminne“ und lenkt von der „Gottesminne“ ab.

## Motive
In der höfischen Umgebung erscheint das Motiv bereits seit dem hohen Mittelalter in differenzierten Ausführungen. Die Stoffe dazu stammen aus allen Zeiten, so steht das Alte Testament neben der Märchenliteratur, der Novellenliteratur, Legenden und antiker Mythologie:
- Aristoteles und Phyllis[1]
- Salomons Götzendienst[2]
- Samson und Delilah[3]
- Judith und Holofernes
- Vergil im Korb

Unter anderem auch als Verbindungen mit:
- Adam und Eva
- David und Bathseba
- Lot und seine Töchter
- Jael und Sisera
- Isebel und Ahab
- Herkules und Omphale
- Herodes, Herodias und Salome

## Vorkommen

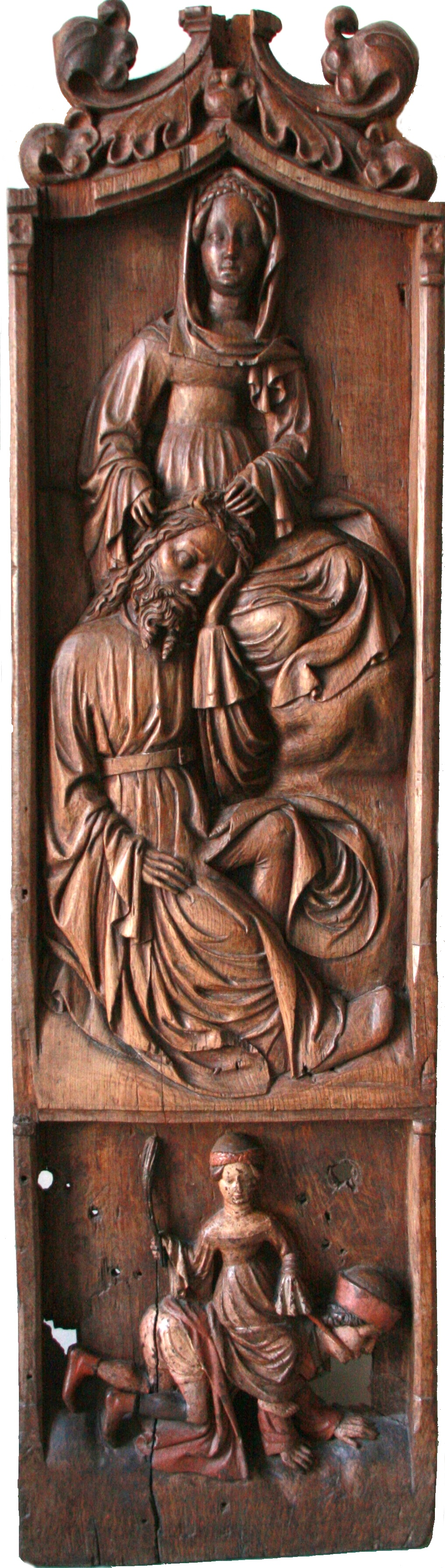
Samson und Delilah, Rathaus Tallinn

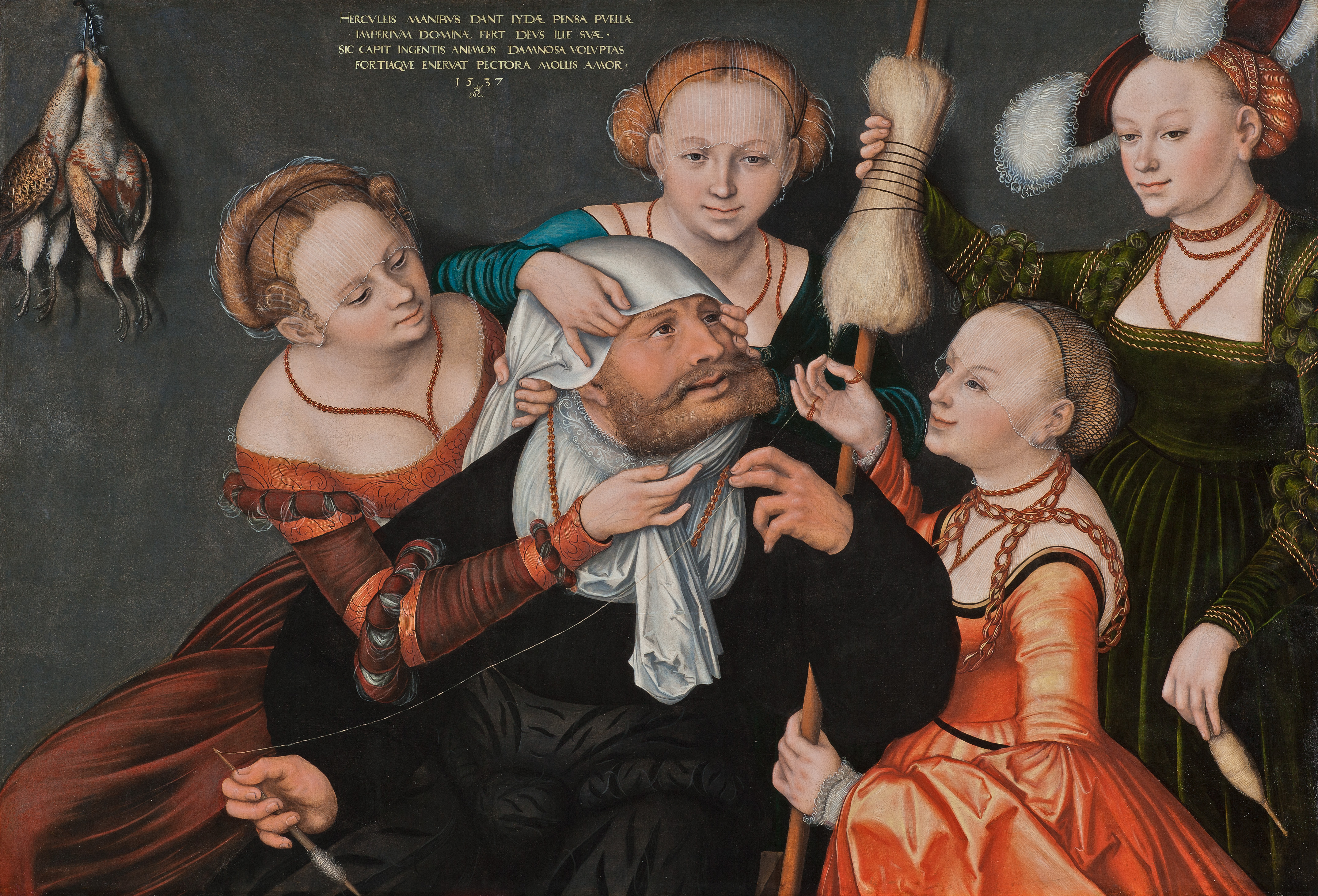
Herkules bei Omphale, Herkules verrichtet Frauenarbeit, Lucas Cranach der Ältere

Besonders in der Druckgraphik sind Einzeldarstellungen in Folgen vorhanden, wobei es jedoch keinen Kanon gibt. Orte und Zusammenhänge von Darstellungen sind sehr verschieden. Als Bauschmuck finden sich u. a. Darstellungen an der Kathedrale von Lyon, der Kathedrale von Rouen und der Kathedrale von Auxerre. Auch an französischem, niederländischem und deutschem Chorgestühl sind Darstellungen zu finden. Ausstattungen von Rathäusern zeigen auch Darstellungen der Weibermacht, so u. a. im Rathaus von San Gimignano, im Alten Rathaus Regensburg, im Lübecker Rathaus, im Rathaus Köln, im Rathaus Döbeln und im Tallinner Rathaus. Das öffentliche Interesse am Sujet vom 14.–16. Jahrhundert zeigt z. B. das Haus zur Kunkel in Konstanz mit seiner Innenausstattung. Das höfische Kunsthandwerk produzierte nicht nur Kleinplastiken wie Aquamanile und Minnekästchen, sondern auch Wandteppiche und Glasmalerei. Auch Zeichnungen auf Gebrauchsgegenständen sind vorhanden.

## Theorie
In Gesellschaftsentwürfen der Aristokratie, wie im De amore von Andreas Capellanus, im Frauenbuch (u. a.) des Ulrich von Liechtenstein und in Werken von Dirc Potter unterscheidet man zwischen „amor purus“, der puren, hohen, wahren und vernünftigen Liebe sowie der „amor mixtus“, der niedrigen, falschen und blinden Liebe. Dabei wird die Liebe rationalisiert. Merkmal des höfischen Diskurses über die Liebe sind die Affektkontrolle und die Vergeistigung des Triebes. Diese „reine Liebe“ zeigt sich auch in dem utopischen Konzept des Minnedienstes, den ein ergebener Ritter seiner Herrin leistet. Im Zusammenhang mit dieser Vorstellung stellen die Stoffe der Weibermacht die Musterbeispiele der „törichten Liebe“ dar. Vor allem in der 1. Hälfte des 16. Jahrhunderts gehören Darstellungen des Motivs zur Bandbreite repräsentativer Kunst am Hof, hervorzuheben sind hier besonders Gemälde der Werkstatt von Cranach d. Ä. Die Art der Darstellung von Liebestorheiten, zeigt beim ritterlichen Turnier, dem eigentlichen Ort des Minnedienstes, auch oft eine abwertend-ironische Beschreibung des Konzepts der reinen Liebe im Minnedienst (Goldenes Dachl). Margarete von Angoulême verteidigte die reine Liebe noch 1558 in ihrem posthum erschienenen Werk Heptaméron gegen männlichen Hohn. Der geltenden ungleichen Moral im Geschlechterverhältnis von Frauen und Männern wird die parodistische Umkehrung der Rollen in der Gesellschaft an die Seite gestellt. Anspielungen auf Lustgewinn durch Kontrollverlust bzw. Rollentausch oder auch Fingerzeige auf weibliche erotische Ausstrahlung sind gerade bei Hochzeiten von Fürsten zu finden. In Folge der Reformation wurde die Rolle der Frau reformuliert. Flugblätter, die das Motiv nur noch adaptierten, persiflierten die Suche nach einer neuen Rangordnung der Partner in der Ehe. Der Humor ging dabei jedoch meist auf Kosten der Frauen.

## Grafik

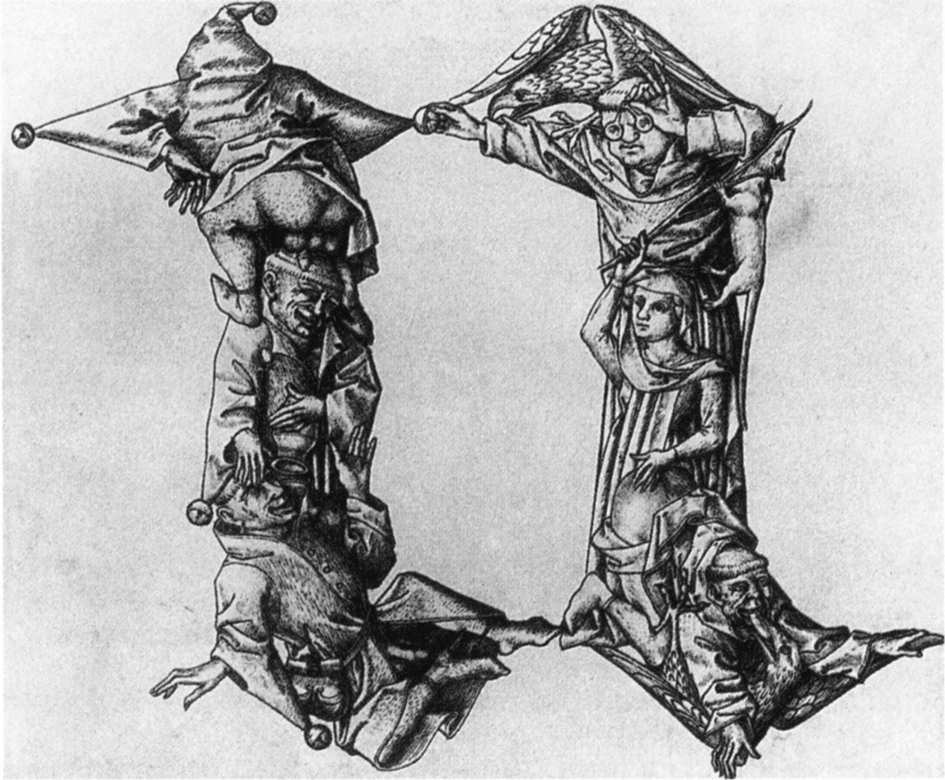
Buchstabe N (Figurenalphabet), Eine junge Frau schlägt mit dem Stock auf den bloßen Hintern des vor ihr knienden Mönchs, dem würdelos die Zunge aus dem Hals hängt., Meister E.S.

Beginnend mit der zweiten Hälfte des 15. Jahrhunderts verbreitete sich das Sujet in der Druckgraphik (Meister E.S., Hausbuchmeister, Meister MZ, Ambrosius Holbein, Mair von Landshut, Albrecht Altdorfer, Hans Baldung, Georg Pencz, Hans Sebald Beham). Besonders die Holzschnittfolgen von Hans Burgkmair und Lucas van Leyden sind hervorzuheben. Dirck Volkertszoon Coornhert (nach Maarten van Heemskerck) und Philipp Galle fertigten Kupferstiche mit dem Motiv. Die lateinischen oder niederländischen Texte, die den Bildern zum Teil beigegeben sind, sehen Wollust, Ehebruch usw. als Laster der Frauen.

## Weiberlisten

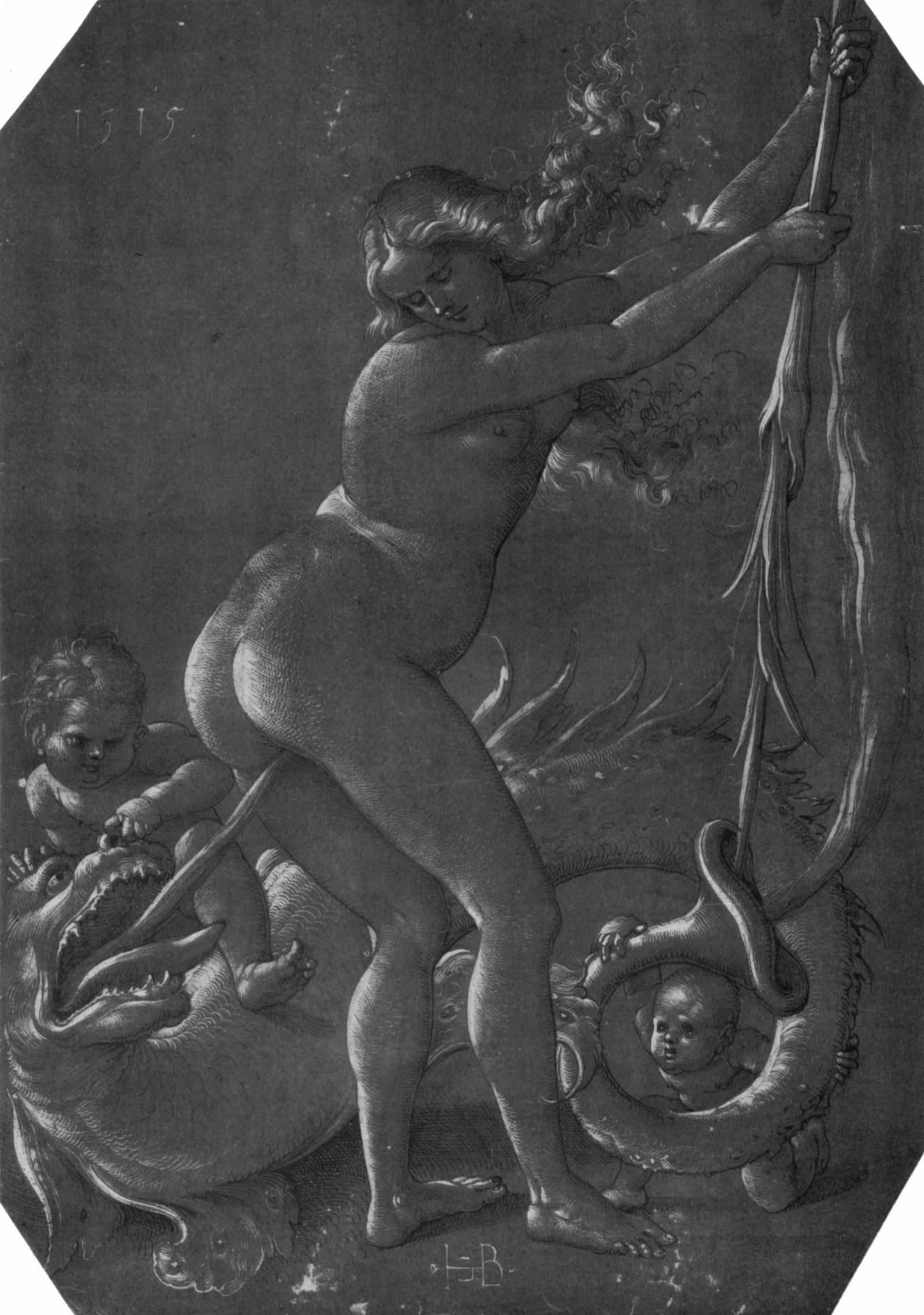
Stehende Hexe mit Ungeheuer, Hans Baldung

Ab 1500 wurden Frauen für das Sexualverhalten der Männer und deren Selbstdisziplin verantwortlich gemacht. Triebhaftigkeit und Willensschwachheit, im Kontext der Weibermacht noch auf die Männer projiziert, wurden nun den Frauen zugeschrieben. In der literarischen Ständekritik fand zuvor eine Themenverschiebung statt, von der triumphalen Liebe zum Gegensatz gute-reine Frau zu böse-sündige Frau. Geschichten der Weibermacht wurden umgedeutet zu Geschichten der Weiberlist. Die Weiberlist wolle Männer betrügen und ihnen schaden, sie könne einen erotischen Aspekt haben. Im Narrenschiff lassen sich Beispiele dafür finden. Der Begriff Weiberlist ist als „buler kunst“ und „bulschaft“ einseitig negativ besetzt, beispielsweise in Kapitel 13 „Von Buhlschaft“ („Venus mit dem strohernen Steiß“). In Kapitel 64 „Von bösen Weibern“ wird von Salome und Medea berichtet. „Doktor Murners Narrenbeschwerung“ und „Gauchmat“ von Thomas Murner sind weitere Beispiele, sowie Fastnachtsspiele von Hans Sachs und Hans Folz. Das hängt erkennbar zusammen mit der Verbreitung einer ehelichen Moralvorstellung bzw. eines Ehemodells in gleichzeitig erscheinender moraldidaktischer Literatur, besonders zur Zeit der Reformation. Der Charakter der Hexe wird in theologischen und moralistischen Traktaten und Texten (Hexenhammer) in der 2. Hälfte des 15. Jahrhunderts zum Archetypus der Weiberlist. Die Hexe als Inbegriff des Topos zeigt nicht nur Listigkeit, sondern auch erotische Macht. Diese Macht erscheint jedoch nicht nur in der positiven Form der Verführung, sondern in der Verzauberung beispielsweise auch in negativer Form. So wurde Hexen vorgeworfen die männlichen Genitalien weggehext, und den Mann dadurch impotent gemacht zu haben, oder Frauen unfruchtbar gehext zu haben. Taten des Schadenszaubers sind eine besonders radikale Art der Weiberlisten. Weibermacht, die von Hexen ausgeht, wird als besonders gefährlich gesehen. Sie entspringt der Dämonologie und rührt von einem Pakt mit dem Teufel. In der Figur der Hexe können unterschiedliche Motive der Weibermacht ineinander greifen. Illustrierende Holzschnitte dienen in theologischen Traktaten den Anklagen der Inquisition und agitieren für die Hexenverfolgung („Tractatus von den bösen weibern, die man nennet Hexen“, Ulrich Molitor; Der neü Layenspiegel, Hans Schäufelin). Hexen dienen in der bildenden Kunst als Gestalten der Wildleute (Altdorfer), als allegorisches Element in der „Verkehrten Welt“ (Dürer), sie reflektieren erotische Fiktionen und sie bedienen männliche Voyeure auf erotischen Akten. Kombinationen verschiedener Aspekte der Weibermacht als vollends nicht hinnehmbarer Tausch der Geschlechterrollen sind in den folgenden Jahrhunderten bei der Neudefinition der Rollen von Bedeutung.

## Weiberregiment
Im Unterschied zur Weibermacht beschreibt das „Weiberregiment“, veranschaulicht seit dem späten Mittelalter als „Kampf um die Hose“, den Kampf um die Herrschaft im Haus. Das Motiv ist oft verbunden mit der bösen und schlagenden Frau. Der Begriff zeigt nicht nur die Angst vor der körperlichen Anziehungskraft der Frau, sondern auch vor ihrer dominanten Stellung als Frau des Hauses. Theologen verurteilten diesen Zustand seit dem Mittelalter als Perversion der göttlichen Ordnung, also Umkehrung der Geschlechterordnung. Augustinus bezeichnete es als „dominum mulierum“. In der Literatur des Grobianismus im 16. Jahrhundert erlebt das Thema einen ersten Höhepunkt. Das Motiv der „Verkehrten Welt“ kann auch mit dem Weiberregiment zusammenhängen. In polemischen Karikaturen vom 16.–19. Jahrhundert wird das Motiv in aktuelle Zusammenhänge mit dem Geschlechterkampf gestellt. Seit dem 18. Jahrhundert werden internationale Machtkämpfe von Staaten allegorisch mit dem Motiv dargestellt.